# Det Ny Teater

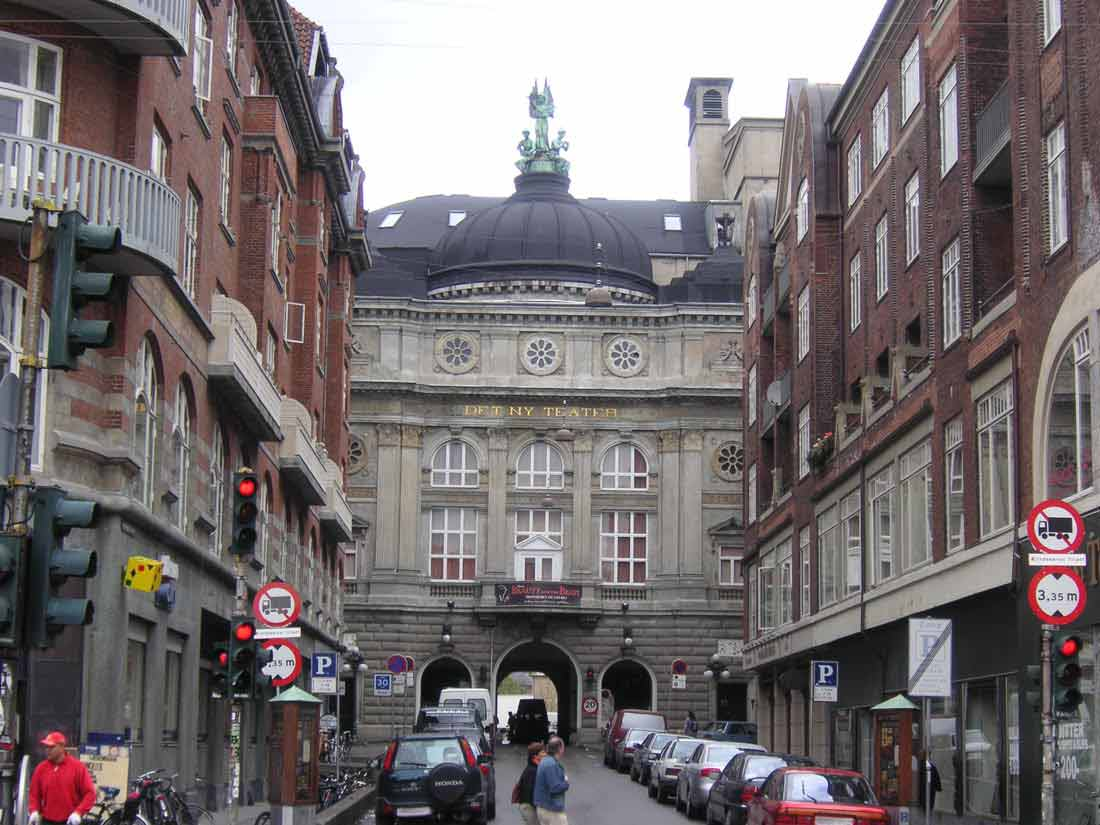
Le Det Ny Theater.

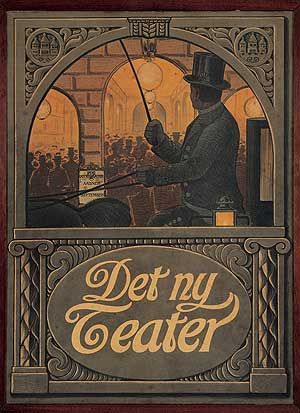
Affiche pour l'ouverture du Det Ny Teater en 1908.

Det Ny Teater (littéralement : Le Nouveau Théâtre) est un théâtre de Copenhague au Danemark. 

## Historique
Det Ny Teater est inauguré en 1908.

## Description
Avec une surface de 12 000 m2, c'est l'un des plus grands théâtres danois. Il est composé de deux scènes, dont la plus importante, la Sceneriet, peut accueillir 1 000 spectateurs.

## Acteurs y ayant joué
- Birgitte Hjort Sørensen
- Lili Lani
- Clara Pontoppidan
- Anne-Lise Gabold